# Tågebaglygte
Tågebaglygter er en type hjælpelys på biler og andre motorkøretøjer. Som navnet siger er tågebaglygter, én eller to, monteret bag på køretøjet. Hvis der kun er én lygte skal den placeret i venstre side, mens to lygter skal være symmetrisk placeret. De detaljerede regler for placering findes i Detailforskrifter for køretøjer.
Tågebaglygter skal betjenes med en separat kontakt, og der skal være en separat kontrollampe på instrumentbrættet som fortæller føreren at lyset er tændt. Tågebaglygter skal ligesom andre former som hjælpelys, som f.eks. tågeforlygter, kun bruges til det formål de er beregnet til.

## Brug af tågebaglygter
Korrekt brug af tågefor- og baglygter øger køresikkerheden, og er en del af køretøjets aktive sikkerhedudstyr.
Tågebaglygter skal kun bruges under specielle forhold, som f.eks. svær tæt tåge (med sigtbarhed på 100 meter eller mindre) og ved tæt snefald. Detaljerne i bestemmelserne om brug varierer fra land til land. I Tyskland siger bestemmelserne under 50 meters sigtbarhed i kombination med en maksimalt tilladt hastighed på 50 km/t i sådanne tilfælde. I Belgien er sigtgrænsen 100 meter. I Frankrig er der ingen specifik sigtgrænse, men brug af tågebaglygter i regnvejr er forbudt. Kommer nedbøren som regn, vil det stærke, røde lys og lysreflekserne i regnvandet kunne virke blændende på andre trafikanter, specielt bagvedkørende.
Grundreglen for al brug af lys er, at man ikke må blænde andre trafikanter med lysudstyr. Dette betyder i praksis, at så snart føreren af en bil med tændte tågebaglygter ser lysene fra en bagvedkørende i bakspejlet, skal tågebaglygterne slukkes. Tågebaglygter bør af samme grund slukkes, mens man kører forbi et andet køretøj. Det kan tændes igen når man ikke længere har andre bagvedkørende.